# Grmovlje
Grmovlje je naselje u slovenskoj Općini Škocjanu. Grmovlje se nalazi u pokrajini Dolenjskoj i statističkoj regiji Jugoistočnoj Sloveniji. 

## Stanovništvo
Prema popisu stanovništva iz 2002. godine naselje je imalo 143 stanovnika.